# مجمع الشروق للإعلام والنشر
باقة قنوات الشروق مجموعة قنوات جزائرية عامة وإخبارية وخاصة بالطبخ مستقلة تابعة لمؤسسة الشروق.

## نبذة عن القناة
شبكة تلفزيون خاصة. في البداية بدأت بثها كقناة فضائية عامة منذ 2011، ثم توسعت الشبكة لتصنع قناة أخرى باسم الشروق اللإخبارية.
تمتلك الشبكة مجموعة من المكاتب على المستوى الوطني ومكاتب عالمية أخرى.

## الباقة
بعد عامين كاملين من الانطلاق الرسمي لتلفزيون الشروق، وبتاريخ 19 مارس 2014 أطلقت المؤسسة قناة أخرى وهي قناة "الشروق الإخباريةé، وبعد ثلاث سنوات أطلقت الشروق قناة خاصة بالمرأة والطبخ قناة "بنة" لتصبح بذلك أول باقة جزائرية خاصة.

## الترددات
- تبث الشروق قناتيها على عدة آقمار وبعدة ترددات.

| القمر الصناعي             | التردد Frequency | الاستقطاب Polarization | معدل الرمز Symbol Rate | الإرسال transmission | التصحيح FEC | التضمين Modulation | القناة            |
| ------------------------- | ---------------- | ---------------------- | ---------------------- | -------------------- | ----------- | ------------------ | ----------------- |
| نايل سات(7° غربا)         | 10922            | عمودي                  | 27500                  | -                    | 3/4         | -                  | الشروق الإخبارية. |
| نايل سات(7° غربا)         | 10922            | عمودي                  | 27500                  | -                    | 5/6         | -                  | الشروق TV.        |
| عرب سات(26° شرقا)         | 12303            | أفقي                   | 27500                  | -                    | 3/4         | -                  | الشروق TV.        |
| هوت بيرد(13° شرقا)        | 11623            | عمودي                  | 27500                  | -                    | 3/4         | -                  | الشروق الإخبارية  |
| أتلانتيك بيرد(12,5° غربا) | 12505            | عمودي                  | 1555                   | -                    | 2/3         | -                  | الشروق الإخبارية  |

## برامج القناة

### برامج شهر رمضان 2014
البرامج بالتوقيت الجزائري (GMT +1)
- 00:30 المنشار
- 10:30 خاتم سليمان
- 11:00 بالصحة والهناء
- 11:30 ڤرمية رايسة
- 11:45 الجن حاب يسكن
- 12:00 مطبخ السيدة بن بريم
- 12:30 المنشار
- 13:15 آية وغاية
- 13:40 فقر مونتال
- 14:00 حلاوة الروح
- 14:45 قرآني منهاج حياتي
- 15:00 الغربال
- 16:00 بنة رمضان
- 17:00 ذوقوا ماكلتنا
- 17:30 نجوم كأنك تراهم
- 17:50 وتواصوا
- 18:15 ففروا إلى الله
- 18:40 أنس تينا
- 18:45 النبي المليونير
- 19:20 هربيل السلطان
- 19:30 خاتم سليمان
- 19:45 طاق على من طاق
- 20:00 طاق على من طاق
- 20:30 الجن حاب يسكن
- 20:50 فقر مونتال
- 21:10 Inspecteur Mergou
- 21:20 بنت ولد
- 21:40 ڤرمية رايسة
- 23:10 فاميليا شو
- 23:30 حلاوة الروح